# NGC 7030
NGC 7030 ist eine Balken-Spiralgalaxie mit ausgedehnten Sternentstehungsgebieten vom Hubble-Typ SBab im Sternbild Steinbock auf der Ekliptik. Sie ist schätzungsweise 399 Millionen Lichtjahre von der Milchstraße entfernt und hat einen Durchmesser von etwa 105.000 Lichtjahren.
Das Objekt wurde am 3. September 1885 von Francis Preserved Leavenworth entdeckt.